# 無糖練乳

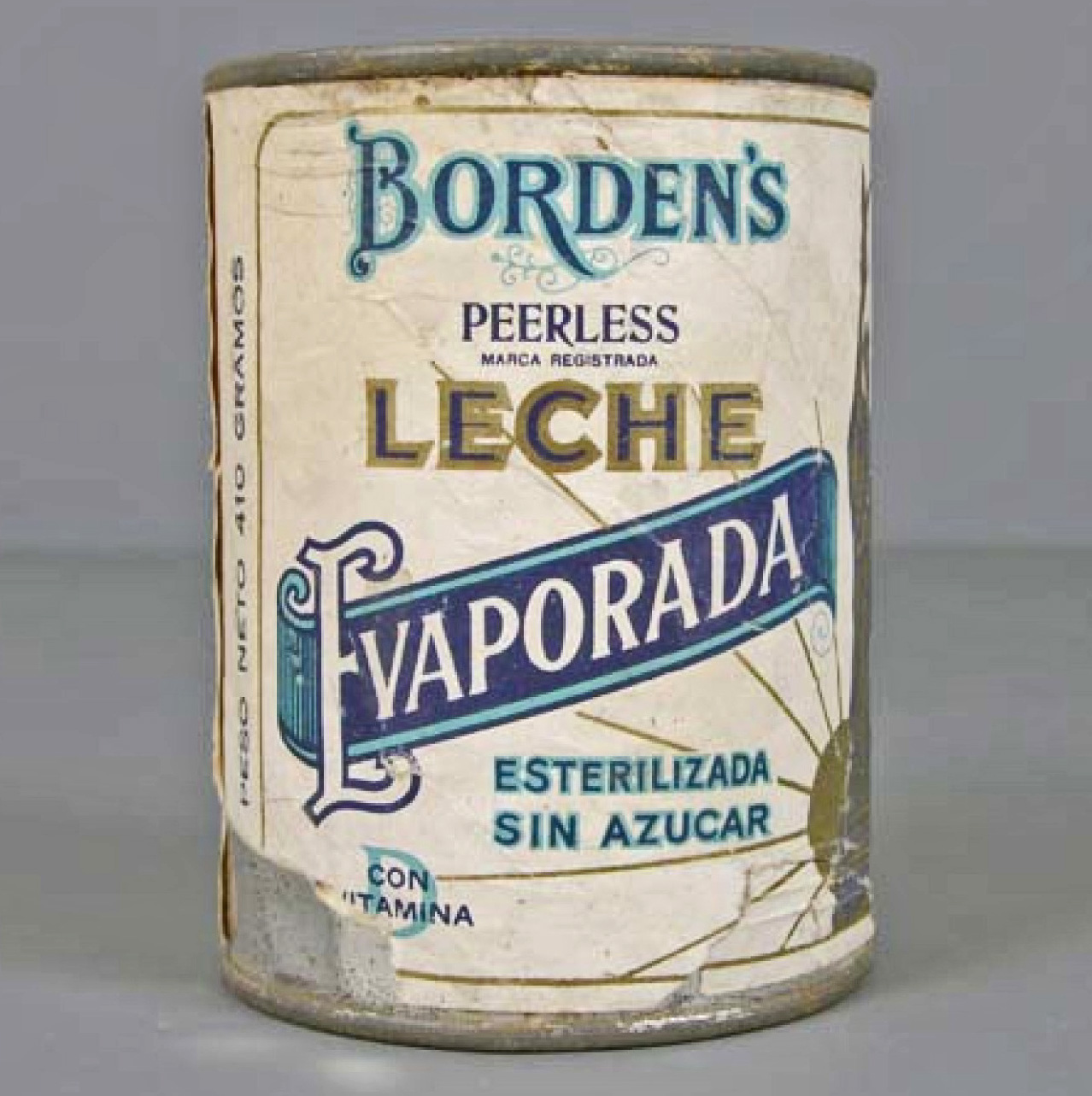
ボーデン製の無糖練乳のラベル（20世紀後半。Museo del Objeto del Objeto所蔵）

無糖練乳（むとうれんにゅう、英語: evaporated milk）とは、牛乳を濃縮した乳製品であり、粘状の液体。英語のエヴァポレイテッド・ミルクを略してエバミルクとも呼ばれる。本来の表記は加熱精製したという意味の「煉乳」であるが、現在は常用漢字による表記の関係上、新聞等では「練乳」、法令では「れん乳」と書かれる。なお単に「練乳」といった場合は、加糖練乳を指す場合が多い。

## 概要
日本の乳等省令で、成分は「乳脂肪分7%以上・乳固形分25%以上・細菌数0」とされ、「無糖れん乳は濃縮乳であって直接飲用に供する目的で販売されるものをいう」と定義されている。なお濃縮乳の成分は無糖練乳とほぼ変わりないが、原料として食品加工される際に殺菌されることを見越して、細菌数は1gあたり10万以下と定義が緩くなっている。
通常、缶詰として販売されている。加糖練乳ほどの粘度はないため、チューブ入りの製品はない。

## 製法
一般的には、原料の牛乳を加熱殺菌し煮詰めて半分以上濃縮し、成分を均質化させたのち缶などに詰め、再度加熱殺菌する。この製法はアングロスイス・コンデンスミルク・カンパニーのジョン・バプティスト・メインバーグ (John Baptist Meÿenberg, 1847-1914) が発明した。アングロスイスは商品化を却下したため、メインバーグはアメリカへ渡って1885年にヘルヴェティア・ミルク・コンデンシング・カンパニー (Helvetia Milk Condensing Company; Petの前身) を設立し、製品として売り出した。
現在の製品は、単純に生乳を煮詰めるのではなく、脱脂粉乳、カゼインなどの粉末の乳製品や植物油、増粘多糖類などを配合して、濃度や風味を調整する製法が一般的である。
製品によって原料が異なり、風味にも違いがあるため、消費者が嗜好によってブランドを選び分けることもある。

## 用途
無糖練乳はコーヒーや紅茶用のクリーマー、ベシャメルなどの料理用クリームソース、ミルク風味の菓子などを作る時の材料として用いられる。
この種の製品の中では、ネスレ社から販売されている「カーネーション」が最も有名なブランドである。
マレーシアやシンガポールでは（加糖練乳に代えて）無糖練乳を加えたコーヒーを「コピC」、紅茶を「テーC」と呼ぶ（Cはカーネーションの略）。香港の茶餐廳でも無糖練乳は「花奶」（ファーナーイ）と呼ばれ、香港式ミルクティー、鴛鴦茶などの飲み物やマンゴープリンのトッピングなどに欠かせないものとなっている。フィリピンには、粗めの氷にエバミルクをたっぷりかけた「ハロハロ」（かき氷）がある。
現在日本において「カーネーション」はほとんど販売されていない。沖縄県においては本土復帰に伴う経過措置として近年まで販売されていたが、2000年代に終売となり、現在は中小の業者が少量を不定期に並行輸入している程度である。
ネスレ日本は「ミルクメイド」（Milkmaid）という別ブランドの商品を製造販売しているが、生乳を原料にしているため、脱脂粉乳を加えている「カーネーション」とは風味が異なる。

## 製造業者

### 日本
- ネスレ日本（ミルクメイド）
- 株式会社 明治(旧明治乳業)
- 雪印メグミルク
- 筑波乳業
- 守山乳業

### 日本以外
- ネスレ（カーネーション）
- フリースラントフーズ（ブラック&ホワイト）